# James Flanagan
James Showers Flanagan (3 agosto 1878 – Filadelfia, 28 marzo 1937) è stato un canottiere statunitense.
Flanagan partecipò ai Giochi olimpici di Saint Louis 1904 con la squadra Vesper Boat Club nella gara di otto, in cui conquistò la medaglia d'oro.

## Palmarès
In carriera ha conseguito i seguenti risultati:
- Giochi olimpici

St. Louis 1904: oro nell'otto.